# Источник вечной молодости (фильм)
«Источник вечной молодости» (англ. Fountain of Youth) — американский приключенческий фильм режиссёра Гая Ричи. В фильме снялись Натали Портман, Джон Красински, Эйса Гонсалес, Донал Глисон, Кармен Эджого и Стэнли Туччи.
Премьера фильма состоялась 23 мая 2025 года на стриминговой платформе Apple TV+. По рейтингу критиков на Rotten tomatoes фильм соответствует 36%.

## Сюжет
Потерпевший фиаско археолог Люк Пердью крадёт картину у преступников в Таиланде и встаёт на пути у неожиданных конкурентов - таинственной Эсме и её приспешников, которые пытаются захватить картину самостоятельно. 
В Лондоне Люк неожиданно появляется в музее, чем удивляет работающую там куратором свою сестру Шарлоту. Из их резкого разговора выясняется, что сестра разводится со своим мужем Гарольдом, который хронически изменяет ей. Стремительно выкрав ещё одну картину из музея, Люк подстрекает Шарлотту бежать с ним и его партнерами Мёрфи и Деб, и обнажает перед ней правду о своей жизни: что он продолжил дело их покойного отца — охоту за сокровищами. 
Допрошенная инспектором Интерпола Джамалем Аббасом и вынужденная после этого уволиться из музея Шарлотта сталкивается с Люком в его убежище, где ее знакомят с Оуэном Карвером, богатым корпоративным рейдером. Из его рассказа о себе выясняется, что он болен неизлечимой формой рака, и по этой причине финансирует в надежде на выздоровление поиски легендарного Источника вечной молодости Люком и его командой. 
Записки их отца раскрывают правду о существовании тайного общества, известного как «Преграждающие Путь», которое призвано скрывать любую информацию об этом Источнике на протяжении столетий. Но отцу было также известно о группе людей, которая противостояла позиции этой миссии Преграждающих. Они спрятали подсказки об Источнике в шести исторических картинах, украденных Люком, включая «Голову Христа» Рембрандта из музея. 
Шарлотта даёт Люку подсказку, что на самом деле эта «Голова Христа» — дубликат, после чего неохотно присоединяется к поисковой группе во главе с братом. Когда выясняется, что оригинал картины был утерян при затоплении «Лузитании», команда поднимает секцию первого класса корабля на поверхность. Забрав картину из сейфа Альфреда Гвинна Вандербильта, Люк и Шарлотта неожиданно оказываются под прицелом Эсме и ее товарищей по «Преграждающим», но тем не менее им удаётся сбежать с тонущих обломков вместе с похищенной с корабля картиной. 
Команда возвращается в Лондон, и подсказки от картин указывают им на «Библию грешников». Но к тому моменту как раз на их убежище устраивает облаву Аббас, а затем все они попадают в засаду тайских гангстеров. Спровоцировав перестрелку, Люк сбегает со своей командой. 
В это время Гарольд решается дать согласие на работу заграницей, в связи с чем просит Шарлотту взять их сына Томаса к себе. Так Томас оказывается с командой в Вене. Изучая «Библию грешников» в Австрийской национальной библиотеке, Люк снова попадает в засаду, устроенную Эсме. На этот раз воительница предупреждает, что Источник таит в себе ужасную силу, которая сокрыта от понимания Люка. Однако когда Люку и его команде всё же удаётся украсть библию, Шарлотта отказывается подвергать сына дальнейшей опасности и убегает с ним. Неожиданно Томас убеждает мать вернуться, потому что в умной голове вундеркинда вспыхнула догадка о том, что код, скрытый в этом издании библии, — это не число, а музыкальные ноты, которые команда идентифицирует как древнюю песню, восхваляющую Семь чудес света. После чего уже без труда делается вывод, что Источник находится в недавно обнаруженном секретном проходе под Великой пирамидой Гизы. 
В это время Эсме встречается со Старейшиной общества «Преграждающих Путь», и он напоминает ей, что она должна сделать всё возможное, чтобы Источник не был обнаружен, во имя безопасности всего человечества. 
В Каире Карвер охраняет пирамиду с помощью своих тяжеловооруженных наемников, заставляя Люка, Шарлотту и Томаса открыть им секретный проход. Прибывает также и Аббас с конвоем агентов Интерпола. Но наёмники превосходят его по огневой мощи, а Деб оказывается раненой, когда вместе с Мёрфи пытается вмешаться. 
Эсме и ее товарищи-преградители побеждают людей Карвера, и они с Аббасом объединяют силы, преследуя остальных в проходе. 
В глубине пирамиды Люк и другие действительно обнаруживают Источник. Шарлотта вскоре понимает, что Карвер - не болен, а просто хочет приберечь силу Источника для себя лично. Но у Люка не остаётся выхода после того, как Карвер стреляет ему в руку, требуя, чтобы тот выпил из Источника, проверив тем самым его действие. Капля крови Люка заставляет мистические воды искушать его видением Вечной жизни ценой жизней Шарлотты и Томаса, - и тогда Люк осознаёт, наконец, проклятие этого Источника: любая энергия, которую он получит, будет передана ему от тех, кого он любит больше всего. Делая  неимоверные усилия над собой, Люк отказывается пить, - и его раны мгновенно заживают. 
Аббас и Эсме добираются до комнаты как раз в тот момент, когда Карвер решается теперь сам испить воды. Но, поскольку он эгоистично озабочен только собой, то по логике этого места он лишается своей собственной жизненной силы. 
Эсме использует ключ, переданный ей Старейшиной, чтобы запечатать комнату, заперев на глазах стареющего Карвера внутри, пока остальные сбегают. 
Снаружи, когда они уже – вне опасности, Шарлотта убеждает Аббаса в том, что и ему и им выгодно будет, если Аббас обвинит Карвера во всех преступлениях. 
Восхищаясь моральной высотой Люка и отдавая теперь ему должное, Эсме целует Люка, предупреждая однако, что их пути снова пересекутся, если он продолжит искать запретные сокровища. 
Люк воссоединяется со своей командой, а Шарлотта и Томас … предлагают им следующее приключение! 

## В ролях
- Натали Портман (Шарлотта Пердью)
- Джон Красински (Люк Пердью)
- Донал Глисон (Оуэн Карвер)
- Эйса Гонсалес (Эсме)
- Ариан Моайед (инспектор Джамаль Аббас)
- Кармен Эджого (Деб)
- Стэнли Туччи (Старейшина общества "Преграждающих Путь")
- Лаз Алонсо (Мёрфи)

## Производство
В марте 2023 года было объявлено, что фильм «Источник вечной молодости» по сценарию Джеймса Вандербильта снимет режиссёр Декстер Флетчер.
В январе 2024 года Флетчер покинул проект, новым режиссёром был назначен Гай Ричи. Тогда же стало известно, что главные роли в фильме исполнят Джон Красински и Натали Портман. Съёмки начались в феврале 2024 года в Бангкоке, в марте проходили съёмки в Вене и Луксоре.

## Премьера
Премьера фильма состоялась 23 мая 2025 года на стриминговой платформе Apple TV+.